# レナート・ババル
レナート・"ババル"・ソブラル（Renato "Babalu" Sobral、1975年9月7日 - ）は、ブラジルの男性総合格闘家。リオデジャネイロ州出身。レインMMA/キングスMMA所属。ブラジリアン柔術黒帯。ムエタイ黒帯。元Strikeforce世界ライトヘビー級王者。
愛称の「ババル」は、彼が少年時代によく噛んでいたガムの商品名に由来する。

## 来歴
1987年にムエタイと関節技の練習を始め、94年からはレスリングも始めた。
1999年10月28日、リングスKOKトーナメントで初来日。Aブロック1回戦でグロム・ザザに一本勝ち、2回戦でリー・ハスデルに判定勝ち。
2000年2月26日、リングスKOKトーナメント準々決勝でイリューヒン・ミーシャに一本勝ち、準決勝で田村潔司に判定勝ち、決勝でダン・ヘンダーソンに判定負け。準優勝を果たした。
2000年6月15日、リングスで金原弘光と対戦し、判定勝ち。
2000年10月9日、リングスKOKトーナメントのAブロック1回戦でビターゼ・タリエルに一本勝ち、2回戦でヴァレンタイン・オーフレイムに一本負け。決勝ラウンドへは進めなかった。
2001年2月24日、リングスで同じく予選ブロックで敗退した田村潔司とワンマッチで再戦し、判定勝ち。
2001年6月15日、リングス・ワールドタイトル決定トーナメントのヘビー級1回戦で高阪剛に判定で勝利するが、8月11日のトーナメント準決勝でエメリヤーエンコ・ヒョードルに判定負け。
2001年11月17日、UFC初参戦となったUFC 28でモーリス・スミスと対戦、判定勝ち。
2002年11月22日、UFC 40でチャック・リデルと対戦し、左ハイキックでKO負け。この試合後、一時UFCを離れた。
2003年9月6日、IFC世界ライトヘビー級王座決定トーナメントに出場。1回戦でトレヴァー・プラングリーに判定勝ち、準決勝でマウリシオ・ショーグンに一本勝ち、決勝でジェレミー・ホーンに判定勝ちを収め王座獲得に成功した。
2005年4月16日、2年半ぶりのUFC参戦となったUFC 52でトラビス・ビューと対戦し、腕ひしぎ十字固めで一本勝ち。
2006年8月26日、UFC 62の世界ライトヘビー級タイトルマッチでチャック・リデルと再戦し、パウンドによりTKO負を喫し王座獲得に失敗した。
2007年8月25日、UFC 74でデビッド・ヒースをアナコンダチョークで破るが、ヒースがタップしているにもかかわらず絞めを解かず、失神させた。これが試合前の計量時に挑発してきたことに対する報復行為であったと認めている。試合後にはネバダ州アスレチックコミッションより25,000$の罰金が科せられた。また、ほどなくしてUFCから契約の更新がないことを通告された。
2007年12月9日、フィリピンのマニラにて開催されたRing of Fireにジョシュ・バーネット率いるチームの一員として参戦。ロドニー・ファベイラスに肩固めで一本勝ち。
2008年7月19日、Affliction旗揚げ戦Affliction: Bannedでマイク・ホワイトヘッドと対戦し、判定勝ちを収めた。
2008年11月21日、Strikeforce初参戦となったStrikeforce: Destructionの世界ライトヘビー級タイトルマッチでボビー・サウスワースと対戦。肘打ちで顔面をカットさせると、1R終了時ドクターストップによるTKO勝ちを収め王座獲得に成功した。
2009年1月24日、Affliction: Day of Reckoningでソクジュと対戦し、アナコンダチョークで一本勝ちを収めた。
2009年8月15日、Strikeforce世界ライトヘビー級王座防衛戦で挑戦者ゲガール・ムサシと対戦し、開始1分パウンドでKO負けを喫し王座陥落した。この試合は8月1日にAffliction: Trilogyで開催される予定であったが、同興行が中止となり、そのままStrikeforceにスライドされる形になった。
2010年6月16日、Strikeforce: Los Angelesでロビー・ローラーと195ポンド契約で対戦し、3-0の判定勝ち。12月4日、Strikeforce: Henderson vs. Babaluでダン・ヘンダーソンと対戦し、パウンドによるKO負けを喫した。
2012年6月23日、ONE FC初参戦となったONE FC 4で水野竜也と対戦し、腕ひしぎ十字固めで一本勝ちを収めた。

### Bellator
2013年1月17日、Bellator初参戦となったBellator 85のライトヘビー級トーナメント1回戦でミハイル・ザイーツと対戦し、パウンドでTKO負けを喫した。
2013年6月19日、Bellator 96のライトヘビー級トーナメント1回戦でジェイコブ・ノイと対戦し、スタンドパンチ連打でTKO負け。2連敗となり試合後に引退を表明した。

## 戦績

### 総合格闘技
| 総合格闘技 戦績 | 総合格闘技 戦績 | 総合格闘技 戦績 | 総合格闘技 戦績 | 総合格闘技 戦績 | 総合格闘技 戦績 | 総合格闘技 戦績 |
| --------------- | --------------- | --------------- | --------------- | --------------- | --------------- | --------------- |
| 45 試合         | (T)KO           | 一本            | 判定            | その他          | 引き分け        | 無効試合        |
| 34 勝           | 3               | 18              | 13              | 0               | 0               | 0               |
| 11 敗           | 7               | 1               | 3               | 0               | 0               | 0               |

| 勝敗 | 対戦相手                       | 試合結果                           | 大会名 | 開催年月日     |
| ×    | ジェイコブ・ノイ               | 3R 3:32 TKO（スタンドパンチ連打）  | Bellator 96 【ライトヘビー級トーナメント 1回戦】                                                              | 2013年6月19日  |
| ×    | ミハイル・ザイーツ             | 1R 4:49 TKO（左フック→パウンド）   | Bellator 85 【ライトヘビー級トーナメント 1回戦】                                                              | 2013年1月17日  |
| ○    | 水野竜也                       | 1R 0:31 腕ひしぎ十字固め           | ONE FC 4: Destiny of Warriors                                                                                 | 2012年6月23日  |
| ×    | ダン・ヘンダーソン             | 1R 1:53 KO（パウンド）             | Strikeforce: Henderson vs. Babalu                                                                             | 2010年12月4日  |
| ○    | ロビー・ローラー               | 5分3R終了 判定3-0                  | Strikeforce: Los Angeles                                                                                      | 2010年6月16日  |
| ×    | ゲガール・ムサシ               | 1R 1:00 KO（パウンド）             | Strikeforce: Carano vs. Cyborg 【Strikeforce世界ライトヘビー級タイトルマッチ】                                | 2009年8月15日  |
| ○    | ソクジュ                       | 2R 2:37 アナコンダチョーク         | Affliction: Day of Reckoning                                                                                  | 2009年1月24日  |
| ○    | ボビー・サウスワース           | 1R終了時 TKO（ドクターストップ）   | Strikeforce: Destruction 【Strikeforce世界ライトヘビー級タイトルマッチ】                                      | 2008年11月21日 |
| ○    | マイク・ホワイトヘッド         | 5分3R終了 判定3-0                  | Affliction: Banned                                                                                            | 2008年7月19日  |
| ○    | ロドニー・ファベイラス         | 3R 肩固め                          | PFP: Ring of Fire                                                                                             | 2007年12月9日  |
| ○    | デビッド・ヒース               | 2R 3:30 アナコンダチョーク         | UFC 74: Respect                                                                                               | 2007年8月25日  |
| ×    | ジェイソン・ランバート         | 2R 3:26 KO（左フック）             | UFC 68: Uprising                                                                                              | 2007年3月3日   |
| ×    | チャック・リデル               | 1R 1:35 TKO（パウンド）            | UFC 62: Liddell vs. Sobral 【UFC世界ライトヘビー級タイトルマッチ】                                            | 2006年8月26日  |
| ○    | マイク・ヴァン・アースデイル   | 1R 2:21 チョークスリーパー         | UFC 57: Liddell vs. Couture 3                                                                                 | 2006年2月4日   |
| ○    | チェール・ソネン               | 2R 1:20 三角絞め                   | UFC 55: Fury                                                                                                  | 2005年10月7日  |
| ○    | トラビス・ビュー               | 2R 0:24 腕ひしぎ十字固め           | UFC 52: Couture vs. Liddell 2                                                                                 | 2005年4月16日  |
| ○    | ピエール・ギレット             | 1R 1:57 ギブアップ（パンチ連打）   | Cage Rage 10: Deliverance                                                                                     | 2005年2月26日  |
| ○    | シリル・ディアバテ             | 1R 3:38 フロントチョーク           | Cage Rage 9: No Mercy                                                                                         | 2004年11月27日 |
| ○    | ペレ                           | 5分3R終了 判定3-0                  | Jungle Fight 3                                                                                                | 2004年10月23日 |
| ○    | ジェレミー・ホーン             | 5分3R終了 判定3-0                  | IFC: Global Domination 【ライトヘビー級王座決定トーナメント 決勝】                                            | 2003年9月6日   |
| ○    | マウリシオ・ショーグン         | 3R 3:07 フロントチョーク           | IFC: Global Domination 【ライトヘビー級王座決定トーナメント 準決勝】                                          | 2003年9月6日   |
| ○    | トレヴァー・プラングリー       | 5分3R終了 判定3-0                  | IFC: Global Domination 【ライトヘビー級王座決定トーナメント 1回戦】                                           | 2003年9月6日   |
| ○    | マルセロ・アゼベド             | 5分3R終了 判定3-0                  | Heat FC 1: Genesis                                                                                            | 2003年7月31日  |
| ×    | チェール・ソネン               | 5分3R終了 判定0-3                  | Hitman Fighting Productions 3                                                                                 | 2003年5月2日   |
| ×    | チャック・リデル               | 1R 2:55 KO（左ハイキック）         | UFC 40: Vendetta                                                                                              | 2002年11月22日 |
| ○    | エルヴィス・シノシック         | 5分3R終了 判定3-0                  | UFC 38: Brawl at the Hall                                                                                     | 2002年7月13日  |
| ×    | ケビン・ランデルマン           | 5分3R終了 判定0-3                  | UFC 35: Throwdown                                                                                             | 2002年1月11日  |
| ×    | エメリヤーエンコ・ヒョードル   | 5分2R終了 判定0-3                  | リングス WORLD TITLE SERIES 〜旗揚げ10周年記念特別興行〜 【ワールドタイトル決定トーナメント ヘビー級 準決勝】 | 2001年8月11日  |
| ○    | 高阪剛                         | 5分2R終了 判定2-0                  | リングス 10th ANNIVERSARY WORLD TITLE SERIES 【ワールドタイトル決定トーナメント ヘビー級 1回戦】              | 2001年6月15日  |
| ○    | 田村潔司                       | 2R（10分/5分）終了 判定2-0         | リングス KING of KINGS GRAND-FINAL                                                                            | 2001年2月24日  |
| ○    | モーリス・スミス               | 5分3R終了 判定2-0                  | UFC 28: High Stakes                                                                                           | 2000年11月17日 |
| ×    | ヴァレンタイン・オーフレイム   | 1R 2:19 アンクルホールド           | リングス KING of KINGS Aブロック 【2回戦】                                                                    | 2000年10月9日  |
| ○    | ビターゼ・タリエル             | 1R 2:58 腕ひしぎ十字固め           | リングス KING of KINGS Aブロック 【1回戦】                                                                    | 2000年10月9日  |
| ○    | 金原弘光                       | 2R（10分/5分）終了 判定3-0         | リングス Millennium Combine II                                                                                | 2000年6月15日  |
| ○    | ヤコブ・ゾーブニン             | 1R 3:20 チョークスリーパー         | Rings Russia: Russia vs. The World                                                                            | 2000年5月20日  |
| ○    | トラビス・フルトン             | 1R 4:49 腕ひしぎ十字固め           | リングス Millennium Combine                                                                                   | 2000年4月20日  |
| ×    | ダン・ヘンダーソン             | 5分2R終了 判定0-1                  | リングス KING of KINGS GRAND-FINAL 【決勝】                                                                   | 2000年2月26日  |
| ○    | 田村潔司                       | 5分2R終了 判定1-0                  | リングス KING of KINGS GRAND-FINAL 【準決勝】                                                                 | 2000年2月26日  |
| ○    | イリューヒン・ミーシャ         | 延長R 0:40 腕ひしぎ十字固め        | リングス KING of KINGS GRAND-FINAL 【準々決勝】                                                               | 2000年2月26日  |
| ○    | ブラッド・コーラー             | 2R 0:50 KO（サッカーボールキック） | WEF 8: Goin' Platinum                                                                                         | 2000年1月15日  |
| ○    | リー・ハスデル                 | 5分2R終了 判定3-0                  | リングス RISE 6th KING of KINGS Aブロック 【2回戦】                                                           | 1999年10月28日 |
| ○    | グロム・ザザ                   | 2R 1:11 チキンウィングアームロック | リングス RISE 6th KING of KINGS Aブロック 【1回戦】                                                           | 1999年10月28日 |
| ○    | ダリオ・アモリム               | 1R 2:14 ギブアップ（パンチ連打）   | BVF 14: Circuito Brasileiro de Vale Tudo 5 【ヘビー級トーナメント 決勝】                                      | 1999年7月24日  |
| ○    | ペドロ・オタービオ             | 1R 4:34 ギブアップ（パンチ連打）   | BVF 14: Circuito Brasileiro de Vale Tudo 5 【ヘビー級トーナメント 準決勝】                                    | 1999年7月24日  |
| ○    | アウグスト・メネゼス・サントス | 1R 0:56 V1アームロック             | BVF 14: Circuito Brasileiro de Vale Tudo 5 【ヘビー級トーナメント 1回戦】                                     | 1999年7月24日  |
| ○    | フェルナンド・セーシアーリ     | 1R 4:41 KO（パンチ連打）           | IVC 8: The Road Back to the Top                                                                               | 1999年1月20日  |

### グラップリング
| 勝敗 | 対戦相手           | 試合結果          | 大会名                   | 開催年月日     |
| △    | チェール・ソネン   | 20分終了 時間切れ | Metamoris 6              | 2015年5月9日   |
| △    | ディーン・リスター | 20分終了 時間切れ | Metamoris 3: The Rematch | 2014年3月29日  |
| ○    | ミシャ・サークノフ | 4:13 三角絞め     | Tuff-N-Uff 1             | 2006年12月29日 |

## 獲得タイトル
- ブラジルレスリング選手権 フリースタイル105kg級 優勝（1998年）
- BVF 14ヘビー級トーナメント 優勝（1999年）
- 第2代IFC世界ライトヘビー級王座（2003年）
- 第2代Strikeforce世界ライトヘビー級王座（2008年）

## 表彰
- UFC ファイト・オブ・ザ・ナイト（1回）

## 出演
- キックボクサー ザ・リベンジ（英語版）（2018年）